# Sigri
Sigri (griechisch Σίγρι (n. sg.), türkisch Sığrı) ist ein Hafenort an der Westküste der griechischen Insel Lesbos mit dem größten natürlichen Hafen der Insel. Das Dorf entstand nach dem Bau der Festung Sigri in der zweiten Hälfte des 18. Jahrhunderts. Zusammen mit der vorgelagerten Insel Megalonisi bildet Sigri eine Ortsgemeinschaft (Τοπική Κοινότητα) im Gemeindebezirk Eresos-Andissa der Gemeinde Dytiki Lesvos.

## Lage

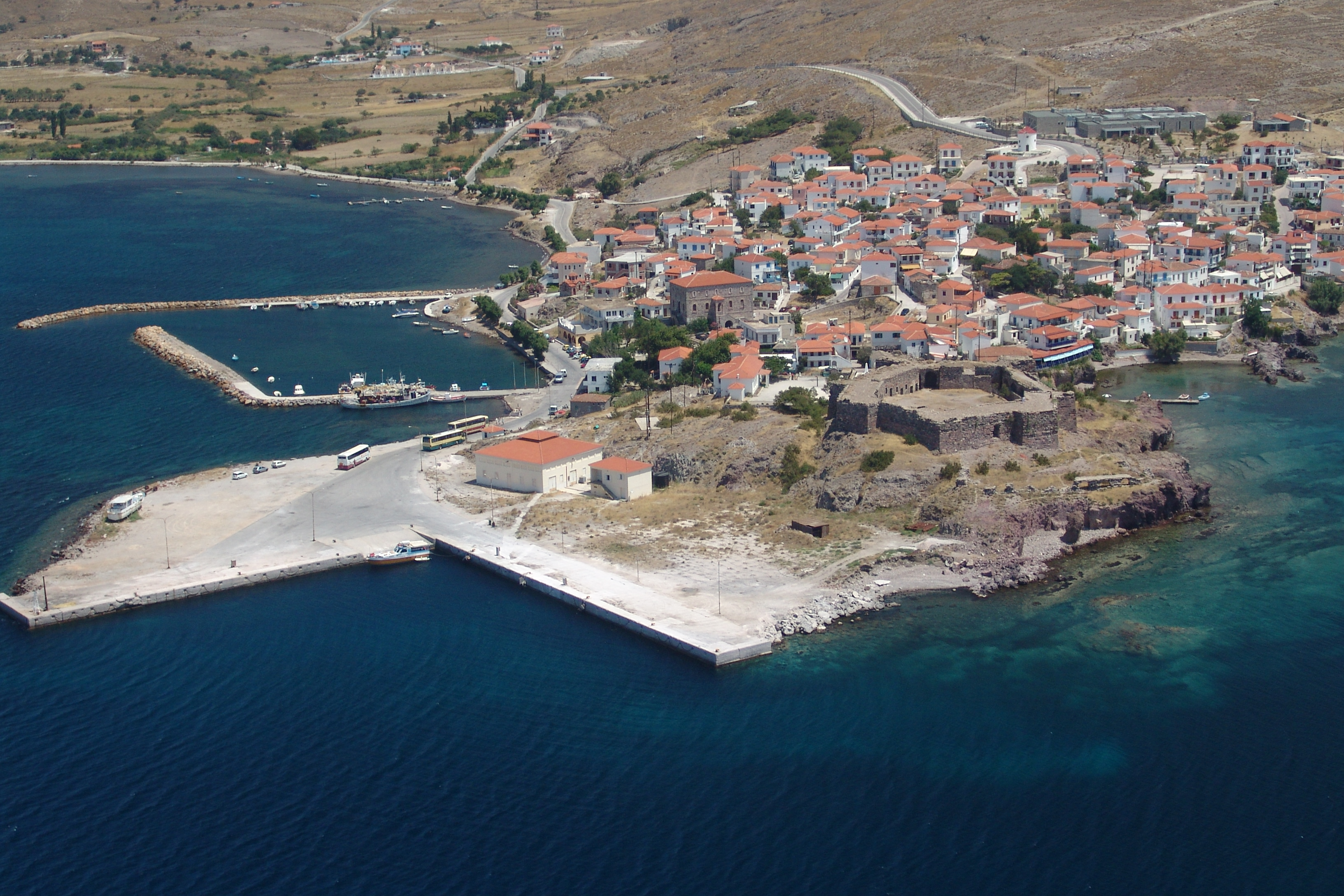
Sigri

Sigri liegt im Norden der Bucht von Sigri (Όρμος του Σιγρίου) auf einer kleinen Halbinsel im äußersten Westen von Lesbos. Die im Westen vorgelagerte unbewohnte Insel Megalonisi schützt die Bucht von Sigri vor den oft starken Winden. Westlich des Dorfes liegt die Festung Sigri (Φρούριο Σιγριού Frourio Sigriou), der Fährhafen grenzt direkt an. Der kleine Fischerhafen liegt an der Nordseite der Halbinsel. Die nächstgelegenen größeren Orte sind Andissa 11 km nordwestlich und Eresos 8,5 km südwestlich.

## Geschichte
Systematische archäologische Ausgrabungen wurden bisher in Sigri nicht unternommen, wenige Oberflächenfunde belegen eine spätbronzezeitliche Siedlung.
Wegen seiner geographischen Lage hatte sich Sigri während des 18. und 19. Jahrhunderts zu einem bedeutenden Hafen für den Transithandel entwickelt. Hauptprodukt des westlichen Lesbos waren Eicheln für die Gerberei der Märkte von England und Italien. Um das Gebiet vor Pirateneinfällen zu schützen und einen reibungslosen Warenverkehr zu gewährleisten, ließ der osmanische Admiral Suleiman Pascha zum Ende der Herrschaft von Osman III. im Jahre 1757 in Sigri eine Festung errichten. In einer späteren Periode folgte der Bau von Moscheen, Schulen, Bädern eines Aquädukts und einiger Brunnen. Im Jahr 1789 verfügte die Festung über 100 Mann Besatzung sowie  200 Kanonen.
Ehemalige türkische Inhaftierte von Sigri waren die ersten Bewohner, die sich mit ihren Familien nahe der Festung ansiedelten. Repressionen gegenüber der einheimischen Bevölkerung verhinderten die Errichtung einer christlichen Gemeinde. Bis zum Ende des 19. Jahrhunderts entwickelte sich um die Festung eine Siedlung, in der bis 1912 überwiegend Mitglieder der militärischen Einheiten lebten. Ab dem frühen 20. Jahrhundert siedelten sich die ersten Griechen in Sigri an. Nach der Übergabe der Festung am 17. Dezember 1912 infolge des Ersten Balkankrieges errichtete die Entente während des Ersten Weltkrieges im Sommer 1915 eine Versorgungsbasis. Durch den im Vertrag von Lausanne vereinbarten Bevölkerungsaustausch ließen sich Flüchtlinge von Tenedos und verschiedenen Orten Kleinasiens, besonders aus Tuzla nieder.
Das Bild der Siedlung hat sich heute deutlich durch den systematischen Abriss der traditionellen Häuser und durch Neubauten verändert. Die Ende des 19. Jahrhunderts wieder aufgebaute Moschee wird seit 1928 als Kirche genutzt. Das Bad ist in einem schlechten Erhaltungszustand. Aufgrund von Baufälligkeit musste die Festung Sigri im April 2011 für Besucher gesperrt werden.
Seit September 2017 wird der Hafen von Sigri als großer Waren- und Personentransporthafen ausgebaut. Durch die COVID-19-Pandemie und den Lockdown 2020 verzögerte sich die Fertigstellung des Ausbaus. Der Hafen wird eine große Bedeutung für den Schiffsverkehr nach Rafina (Attika) und Nordgriechenland haben und modernen Ansprüchen genügen.
Einwohnerentwicklung von Sigri
| Jahr         | 1920 | 1928 | 1940 | 1951 | 1961 | 1971 | 1981 | 1991 | 2001 | 2011 | 2021 |
| ------------ | ---- | ---- | ---- | ---- | ---- | ---- | ---- | ---- | ---- | ---- | ---- |
| Sigri        | 636  | 735  | 662  | 698  | 566  | 359  | 399  | 368  | 402  | 333  |      |
| Moni Ypsilou | 25   | 17   |      |      |      |      |      |      |      |      |      |
| Megalonisi   |      |      | 4    | 4    | 7    | 5    | 2    | -    | 0    | 0    |      |
| Gesamt       | 661  | 752  | 666  | 702  | 573  | 364  | 401  | 368  | 402  | 333  | 402  |

## Sehenswürdigkeiten
- Festung Sigri[3]
- Museum für die Naturgeschichte des Versteinerten Waldes von Lesbos[6]
- Geopark Versteinerter Wald[7]
- Kloster Ypsilou[8]